# 新斯塔夫齊 (特諾皮爾州)
49°5′52″N 25°26′6″E / 49.09778°N 25.43500°E
新斯塔夫齊（烏克蘭語：Новоставці），是烏克蘭的村落，位於該國西部捷爾諾波爾州，由喬爾特基夫區負責管轄，處於維利霍韋齊河畔，面積1.41平方公里，2001年人口839。